# Szabó József (pap)
Szabó József (Csepreg, 1742. március 17. – Besztercebánya, 1801. április 2.) jezsuita pap, a magyar gabonanemesítés úttörője.

## Élete
Csepregen született, és ugyanitt nevelkedett. Gimnáziumot Győrben, bölcseletet és hittudományt Nagyszombatban tanult. 1761. október 17-én lépett be Loyolai Szent Ignác rendjébe. A bölcseletet és hittudományokat Nagyszombatban hallgatta. A jezsuita rend feloszlatását (1773) követően 1774-ben áldozópappá szentelték. Segédlelkész volt Szekszárdon, püspöki szertartó Vácott, majd plébániát irányított Besztercebányán. Papi munkássága mellett növénytermesztéssel is foglalkozott. Neve az első magyar gabonanemesítők között szerepel. 1801-ben halt meg Besztercebányán.

## Munkái
- Cultura peponum figuris aeneis illustrata. Budae, 1790, rézmetszettel
- Váczi gabona. Vácz, 1793 (Irta németül Mitterpacher Lajos, ford. Uo. 1793)